# Malino
Malino je naseljeno mjesto u Republici Hrvatskoj u sastavu općine Oriovac u Brodsko-posavskoj županiji.

## Zemljopis
Malino se nalaze 3 km zapadno od Oriovca, susjedna naselja su Lužani na zapadu i Kujnik na istoku.

## Stanovništvo
Prema popisu stanovništva iz 2011. godine Malino je imao 458 stanovnika, dok je 2001. godine imalo 576 stanovnika, od čega 539 Hrvata i 26 Srba. 
| broj stanovnika | 300   | 295   | 314   | 384   | 367   | 420   | 462   | 595   | 646   | 639   | 667   | 681   | 664   | 653   | 576   | 485   | 410   |
|                 | 1857. | 1869. | 1880. | 1890. | 1900. | 1910. | 1921. | 1931. | 1948. | 1953. | 1961. | 1971. | 1981. | 1991. | 2001. | 2011. | 2021. |

## Šport
- NK Mladost, nogometni klub
- Extreme klub Malino-Oriovac, motoklub